# پیز میز
پیز میز (به لاتین: Piz Miez) یک کوه در سوئیس است که در کانتون گراوبوندن واقع شده‌است. پیز میز ۲٬۸۳۵ متر بالاتر از سطح دریا واقع شده‌است.